# Vuelo 857 de All Nippon Airways
El vuelo 857 de All Nippon Airways fue un vuelo regular desde el Aeropuerto de Tokio Haneda al Aeropuerto de Hakodate que fue secuestrado por un único individuo el 21 de junio de 1995. El avión fue tomado por la policía a la mañana siguiente tras el último enfrentamiento que tuvo lugar durante la noche, siendo esta la primera vez en que fue necesario el uso de la fuerza para responder a un secuestro aéreo en Japón, liderado por la prefectura de policía de Hokkaido con el apoyo del Equipo Especial de Asalto (luego conocido como la Policía Especial Armada) del Departamento de Policía Metropolitana de Tokio.

## Secuestro y respuesta
En torno a las 11:45 a. m., un único secuestrador tomó el control de un avión Boeing 747 mientras se encontraba sobrevolando la Prefectura de Yamagata, y tomó como rehenes a los 365 pasajeros y tripulantes a bordo.
El secuestrado afirmó ser miembro de la secta religiosa Aum Shinrikyo, quien estaba siendo investigada por su papel en los Ataques con gas Sarín del Metro de Tokio. El secuestrador afirmó tener consigo explosivos plásticos y gas sarín, y utilizó estas mismas premisas para amenazar a tripulantes y pasajeros.
Después de que el avión aterrizase en Hakodate a las 12:42 p. m., el secuestrador demandó la liberación del líder de Aum Shinrikyo, Shoko Asahara, y que el avión fuese repostado y regresase a Tokio. Él sólo se comunicaba a través de la tripulación de cabina, y rechazó que se llevase agua o comida al avión.
Mientras el conflicto se prolongaba a lo largo de la tarde, la Policía Metropolitana de Tokio llevó a cabo una búsqueda en la base de datos nacional buscando a cada uno de los pasajeros del vuelo y concluyó que el secuestrador fue el único individuo sospechoso a bordo. Esta conclusión fue refrendada en las comunicaciones que tuvieron lugar con el piloto y los teléfonos móviles de los pasajeros, quienes confirmaron a la policía que el secuestrador estaba actuando en solitario. Uno de los pasajeros en contacto con la policía fue el cantante de folk Tokiko Kato, quien se encontraba a bordo para efectuar un concierto esa misma noche en Hakodate.
Al día siguiente, a las 3:42 a. m., bajo las órdenes del primer ministro Tomiichi Murayama, el avión fue tomado por las unidades de policía de Hokkaido y Tokio que habían estado previamente monitorizando el avión desde fuera. El secuestrador fue arrestado. Un pasajeros sufrió heridas leves y precisó una bolsa de frío, pero el resto de ocupantes resultaron ilesos.

## Consecuencias
El secuestrador utilizaba inicialmente el nombre de "Saburo Kobayashi," pero se descubrió que se trataba de Fumio Kutsumi, un empleado de banca de 53 años y residente en Tokio y en tratamiento por una enfermedad mental. Los "explosivos plásticos" en su posessión se descubrió que estaban hechos con arcilla, y su bolsa de plástico en la que portaba el "sarín" se vio que sólo contenía agua corriente. El secuestrador fue finalmente sentenciado en marzo de 1997 a prisión durante 8 años, y obligado a pagar 53 millones de yenes en concepto de daños civiles a All Nippon Airways. En la apelación, la corte suprema de Sapporo amplió la sentencia hasta los 10 años.
El avión secuestrado permaneció en servicio con ANA hasta julio de 2003 cuando fue convertido en Boeing 747-400D hasta que la aerolínea retiró el 747 en 2014. ANA todavía opera el vuelo 857 pero actualmente se trata de la ruta a  Hanói desde Haneda, utilizando un Boeing 787 o Boeing 777.
Al año de tener lugar el secuestro, la Policía Especial Armada, que fue entonces una unidad no oficial de la policía de Tokio, recibió la condición de unidad especial como Equipo de Asalto Especial, y se establecieron equipos similares en Hokkaido y otras prefecturas.
El gobierno fue criticado en el momento del incidente por no haber desmantelado el grupo Aum más rápidamente tras los ataques al metro de Tokio, bajo la premisa de que dicha acción hubiese evitado totalmente la posibilidad del secuestro.

## Cobertura de los medios
El incidente generó que un gran número de cadenas de Japón hicieran un seguimiento en vivo durante todo el transcurso del secuestro. Nippon TV llevó a cabo una cobertura en vivo tras terminar la emisión de un partido de béisbol, mientras que TV Asahi suspendió media hora antes la retransmisión de un partido de fútbol de la J-League para dar cobertura en vivo del accidente.
NHK transportó un nuevo equipo desde Tokio a Hakodate para proporcionar mejores imágenes de lo que estaba sucediendo, y proporcionó imágenes en vivo del aterrizaje del avión en Hakodate desde una cámara robótica situada en el aeropuerto. Se dijo que esta fue la primera vez que se retransmitía el aterrizaje de una aeronave en directo.
Varios de los principales periódicos efectuaron ediciones especiales la mañana del arresto del secuestrador, al haberse producido poco después del cierre de imprentas de la edición matutina habitual.

## Implicación del JASDF en la respuesta
Cazas F-15 fueron desplegados por parte de la Fuerza Aérea de Autodefensa de Japón desde la base de Chitose para escoltar el avión secuestrado a Hakodate. Fuerzas armadas fueron trasladadas desde Haneda al lugar del incidente por un avión de transporte Kawasaki C-1 de la JASDF habitualmente situado en la Base Aérea de Iruma.